# Kein Kapitalismus ist auch keine Lösung
Kein Kapitalismus ist auch keine Lösung. Die Krise der heutigen Ökonomie oder Was wir von Smith, Marx und Keynes lernen können ist ein Sachbuch der Wirtschaftsjournalistin und Publizistin Ulrike Herrmann, das 2016 im Frankfurter Westend Verlag erschienen ist.

## Inhalt
Die Neoklassische Theorie der Ökonomie ist nach Darstellung Herrmanns zu einem quasi-religiösen Dogma geworden. Dogmatisch sei dabei auch die Verdrängung der wirklichen Klassiker: Diese würden als „überholt“ verworfen und nicht mehr gelehrt. „Die heutige Ökonomie tut so, als wären Smith, Marx und Keynes gestrig – dabei halten sie sich selbst im Vorgestern auf.“ Die mathematischen Modelle würden so konstruiert, als bestünde die Wirtschaft nur aus Tauschhandel und als hätte es die Industrialisierung nie gegeben.
„Es mag ungeheuerlich klingen, aber die meisten Volkswirte haben keinen Begriff davon, was es bedeutet, in einem voll ausgereiften Kapitalismus zu leben, in dem Großkonzerne herrschen und Banken das Geld aus dem Nichts schöpfen. Daher sind diese Ökonomen stets so verblüfft und überfordert, wenn es zu Finanzkrisen kommt.“
Um das „Abenteuer Kapitalismus“ wieder verständlich zu machen, widmet Herrmann ihr Buch seinen „klügsten Theoretiker[n]“, vor allem Adam Smith, Karl Marx und John Maynard Keynes. Sie fasst ihre Biographien und jeweils ein Werk zusammen: Der Wohlstand der Nationen vom Smith, Das Kapital. Band I von Marx und Allgemeine Theorie der Beschäftigung, des Zinses und des Geldes von Keynes. Diese drei hätten die wesentlichen Fragen des Kapitalismus beantwortet: Warum kommt es zu Finanzkrisen? Warum sind die Reichen reich und die Armen arm? Wie funktioniert Geld? Woher kommt das Wachstum? Diese Fragen können die heutigen Ökonomen, so Herrmann, nicht mehr beantworten. In zwei Kapiteln kritisiert sie Neoklassiker vom Beginn des 20. Jahrhunderts und den „heutigen Mainstream“ der Ökonomie (dort namentlich Milton Friedman).

### Adam Smith
Adam Smith, durch David Ricardo zum Gründungsvater der Ökonomie erklärt, sei, so Herrmann von den „Neoliberalen“ gründlich missverstanden worden. Er habe beispielsweise schon kritisiert, dass die soziale Herkunft über die Zukunftschancen entscheide. Daher sei er für eine progressive Einkommensteuer und eine durch sie finanzierte allgemeine Schulpflicht eingetreten. „Smith forderte einen aktiven Staat, der Verantwortung für das Wohlergehen aller Schichten übernahm.“
Er habe weder das Laissez-faire-Prinzip noch den Nachtwächterstaat befürwortet. Er habe vielmehr „den Staat aus den Klauen der Privilegierten befreien“ wollen.
Er habe das Unternehmertum nicht idealisiert, sondern seinen „natürlichen“ Hang charakterisiert, durch Kartellbildung und Monopole Wettbewerb zu beschränken, die Märkte auszuweiten und die Gesetze von Angebot und Nachfrage und damit der Preisbildung auszuschließen. Herrmann zitiert Smiths Diktum, dass sich „Leute aus der gleichen Branche (...) selten treffen, selbst zum Vergnügen und zur Abwechslung, ohne dass die Unterhaltung mit einer Verschwörung gegen die Öffentlichkeit endet oder mit einem Trick, um die Preise zu erhöhen“. Kaufleute, so Smith nach Darstellung von Herrmann, würden „Monopolpreise kassieren“ und damit, im Zitat Smiths „eine absurde Steuer vom Rest ihrer Mitbürger verlangen“. Smith habe sehr deutlich gesehen, dass der englische Staat „längst zur Beute der herrschenden Klasse geworden“ war.
Eigentliches Ziel Smiths sei gewesen, die Armen und Ausgebeuteten zu befreien, nicht allein aus Gerechtigkeitsgründen, sondern in erster Linie, weil ihm bewusst gewesen sei, dass der Wohlstand der Reichen nur zusammen mit dem Wohlstand der gesamten Bevölkerung bestehen konnte: „Er wusste, dass eine Gesellschaft nur prosperieren kann, wenn auch die unteren Schichten profitieren.“
Er habe die Nachteile der Arbeitsteilung erkannt und, Adam Ferguson folgend, die Stupidität der Arbeit und die physische wie geistige Verkümmerung der Arbeiter kritisiert, worauf sich später Marx in seiner Kritik an entfremdeter Arbeit stützen konnte.
Das einzige Zitat Smiths von der „Unsichtbaren Hand“, das von Neoliberalen als Grundprinzip seiner Wirtschaftstheorie aufgefasst und fehlinterpretiert werde, beziehe sich gerade auf Smiths Forderung nach freiem Kapitalverkehr. Die Unsichtbare Hand würde dafür sorgen, dass Unternehmer „nicht ins Ausland abwandern, sondern vor allem die heimische Industrie fördern, obwohl sie nur ihr Eigeninteresse im Blick hätten.“
Die Vorstellung, durch Export-, Handelsbilanzüberschüsse und Importe von Rohstoffen reich zu werden, habe Smith als Grundirrtum des Merkantilismus und als Missverständnis des Wirtschaftslebens als Nullsummenspiel erwiesen. Entrechtung und Ausbeutung würde immer zu einem für alle Beteiligten suboptimalen Wohlstandsniveau führen. Profite könnten nur mit den Löhnen steigen, denn Löhne seien als Konsumptionsausgaben wieder Einnahmen der Unternehmen.
Er habe die mangelnde Interessenvertretung der Arbeiter gegenüber der geballten Unternehmermacht kritisch dargestellt.

### Karl Marx
Ulrike Herrmann stellt in ihrer Marx-Biographie die These auf, Marx habe in seinem 1844 erschienenen grundlegenden Beitrag »Zur Kritik der Hegelschen Rechtsphilosophie. Eine Einleitung« das Proletariat als revolutionäres Subjekt erfunden, um einen radikalen Akteur für die Umwälzung zu gewinnen, die sich aus seiner Religionskritik ergab. Religion ist, so Marx, »der Seufzer der bedrängten Kreatur… das Opium des Volkes«.
»Die Kritik der Religion endet mit der Lehre, dass der Mensch das höchste Wesen für den Menschen sei, also mit dem kategorischen Imperativ, alle Verhältnisse umzuwerfen, in denen der Mensch ein erniedrigtes, ein geknechtetes, ein verlassenes, ein verächtliches Wesen ist.«
In der gleichen Ausgabe der »Französisch-Deutschen Jahrbücher« erschien auch ein Beitrag von Friedrich Engels, »Umrisse zu einer Kritik der Nationalökonomie«, den Marx später selber aufgriff. Beide Denker erklärten 1844, so Herrmann, ihre Hinwendung zum Kommunismus. Engels sei einer der ersten Ökonomen gewesen, die über Konjunkturkrisen nachgedacht hätten.
In ihrer Zusammenfassung von Marx’ Werk »Das Kapital« (Bd. 1) sagt Herrmann, Marx habe »als Erster auf eine Definition gebracht, was den Kapitalismus im Kern ausmacht: Geld (G) wird investiert, um Waren (W) herzustellen; bei ihrem Verkauf soll dann mehr Geld (G‘) herausspringen, also ein Gewinn erzielt werden.« Kapital sei nichts Statisches, sondern ein Prozess. In diesem ständigen Verwertungsprozess des Kapitals spielte die Technik eine zentrale Rolle; das habe Marx als Erster erkannt. Doch das »Zwangsgesetz der Konkurrenz« führe zu einem Verdrängungswettbewerb, in dem nur wenige Großkonzerne letztlich jede Branche beherrschten.
Herrmann analysiert drei Fehler in Marx’ Theorie: Die von Marx und Engels im »Kommunistischen Manifest« prophezeite Verelendung der Arbeiterklasse sei nicht eingetreten. Das habe schon Engels’ Vertrauter Eduard Bernstein 1899 festgestellt. Ursache war die ab 1880 von den Gewerkschaften erkämpfte schrittweise Erhöhung der Reallöhne und die darauf fußende Entstehung des Massenkonsums. Die Marxsche Mehrwerttheorie sei in Widerspruch geraten zu seiner eigenen Beobachtung, dass sich die Profitraten in allen Branchen anglichen, obwohl die Technisierung höchst unterschiedlich war. Die auf Smith und Ricardo zurückgehende Arbeitswertlehre habe Preisbildung und Profite in Zeiten der Industrialisierung nicht erklären können (Transformationsproblem). Marx’ Ansicht, das Geld als Ware zu betrachten, habe die Vergrößerung der Geldmenge durch Kredite nicht erklären können. Bereits die zeitgenössische Finanzierung des Eisenbahnbaus sei Marx ein Rätsel geblieben. Doch diese Fehler schmälerten nicht seine Bedeutung als derjenige, der erstmals den Kapitalismus als dynamischen Prozess gesehen und beschrieben habe. Auf dieser Erkenntnis habe auch Joseph Schumpeter aufgebaut.

### John Maynard Keynes
Für Maynard Keynes’ »Allgemeine Theorie« habe seine philosophische These, dass unser Wissen prinzipiell unsicher sei, eine wesentliche Rolle gespielt. Keynes widmete ihr bereits 1907 seine Dissertation. Vor allem Finanzinvestoren verhielten sich instinktiv, beobachtete Keynes schon 1908. In seiner Streitschrift gegen den Friedensvertrag von Versailles wies er 1919 auf den Widerspruch hin, dass Deutschland das Geld für die Reparationen nur durch enorme Exportüberschüsse hätte erwirtschaften können; die aber wären auf Kosten der britischen und französischen Wirtschaft gegangen. 1923–25 habe Keynes vergeblich gegen die Wiedereinführung des Goldstandards des Britischen Pfunds und den damit verbundenen überhöhten Pfundkurs gekämpft. Dabei habe er richtig die durch überhöhte Exportpreise ausgelöste Wirtschaftskrise und Arbeitslosigkeit in Großbritannien vorausgesagt. Die Zinstheorie, die er in dem 1930 erschienenen Werk »Vom Gelde« entworfen habe, sei jedoch durch die Weltwirtschaftskrise praktisch entwertet worden. Während des Zweiten Weltkriegs habe Keynes als freier Mitarbeiter des britischen Finanzministeriums die Volkswirtschaftliche Gesamtrechnung eingeführt und die Weichen für die Berechnung des Bruttoinlandsprodukts gestellt.
Der zentrale und neue Ansatz von Keynes’ »Allgemeiner Theorie der Beschäftigung, des Zinses und des Geldes« sei gewesen, dass sie sich, anders als die Neoklassische Theorie, mit dem »Verhalten des ökonomischen Systems als Ganzes«, mit der gesamten Nachfrage und den gesamten Investitionen, befasst habe. Damit habe Keynes die neue Disziplin der Makroökonomie begründet. Keynes sei davon ausgegangen, dass die Neoklassiker die Massenarbeitslosigkeit der Weltwirtschaftskrise ab 1929 mit ihrem Markt- und Gleichgewichtsmodell nicht hätten erklären können. Ursache sei ein Denkfehler: Wenn die Löhne sänken, sänken auch die Preise und damit die Umsätze der Unternehmen; das Verhältnis zwischen Lohnkosten und Erträgen bleibe also gleich, sobald alle Unternehmen das Gleiche täten.
Herrmann resümiert: »Keynes verstand als Erster, wie Geld und Produktion zusammenhängen.« Er habe den Zins nicht mehr, wie die Neoklassiker, als Marktpreis für Kredite gesehen, sondern als Indikator für Emotionen wie Zuversicht oder Unsicherheit, und erkannt, dass hohe Sparquoten zu Absatzkrisen und damit zur Arbeitslosigkeit führen können. Nicht die Zinshöhe entscheide über die Investitionsbereitschaft der Unternehmer, sondern die Renditeerwartungen von Spekulanten. Den von den Neoklassikern postulierten Homo oeconomicus habe Keynes ins Reich der Theorie verbannt, denn in der Praxis gebe es für Spar- und Investitionsentscheidungen kein kalkulierbares Risiko, weil die Zukunft prinzipiell unbekannt sei, alle Entscheidungen also auf bloßen Annahmen und Erwartungen beruhten. Um große Absatzkrisen künftig zu vermeiden, habe Keynes staatliche Konjunkturprogramme gefordert, einen staatlichen Sektor der Daseinsvorsorge sowie Steuern auf Vermögen und Erbschaften, um die Macht der Finanzmärkte etwas einzudämmen. Geld in Staatshand erzeuge stets sofort Beschäftigung, während Geld in Privathand zurückgehalten und dem Konsum wie den Investitionen entzogen werden könne.
Herrmann geht auch auf den sog. Keynes-Plan für ein Weltwährungssystem nach dem Zweiten Weltkrieg ein, der leider Makulatur geblieben sei.

## Rezensionen
Caspar Dohmen vom Deutschlandfunk erachtet das Werk als für jeden Laien wertvoll, der sich von den Gedanken eines Smith, Marx oder Keynes zu den zentralen Mechanismen des Kapitalismus ein Bild machen wolle.
Klaus Steinitz im Neuen Deutschland hält es für fraglich, ob Herrmann wirklich ausreichend in die komplizierte, widersprüchliche Problematik der mit Geld, Mehrwert und Verelendung verbundenen Prozesse der kapitalistischen Produktionsweise eingedrungen sei. Bei Keynes fehle eine differenzierte Darstellung der unterschiedlichen Richtungen. Herrmann bleibe leider bei der Feststellung stehen, dass das für die Neoklassik typische Ignorieren der Gesetzmäßigkeiten der kapitalistischen Entwicklung ebenso wenig eine Lösung der Probleme sein könne wie der Rückzug auf die heile Welt einer idealisierten Mikroökonomie. „Zumindest hätte die Frage aufgeworfen werden können, ob und inwieweit »kein Kapitalismus« doch eine Lösung sein kann. Und es nicht doch möglich sein sollte, in einem sicher langfristigen Transformationsprozess in eine alternative demokratische, emanzipative und innovative sozialistische Gesellschaft zu gelangen. Gerade weil es nirgends eine heile Welt gibt.“